# Чарна-Дольна
Чарна-Дольна (пол. Czarna Dolna) — село в Польщі, у гміні Чорна Бещадського повіту Підкарпатського воєводства.
Населення — 363 особи (2011).

## Демографія
Демографічна структура станом на 31 березня 2011 року:
|          | Загалом | Допрацездатний вік | Працездатний вік | Постпрацездатний вік |
| -------- | ------- | ------------------ | ---------------- | -------------------- |
| Чоловіки | 186     | 44                 | 125              | 17                   |
| Жінки    | 177     | 35                 | 111              | 31                   |
| Разом    | 363     | 79                 | 236              | 48                   |